# Sean Lock
Sean Lock, född 22 april 1963 i Chertsey i Surrey, död 16 augusti 2021 i Muswell Hill i Haringey i London, var en brittisk komiker, författare och skådespelare. Han började sin karriär som stå-upp-komiker och tilldelades år 2000 utmärkelsen British Comedy Award. Han var välkänd i Storbritannien för sin medverkan i radio och TV (till exempel i programmen QI och Big Fat Quiz of the Year) samt stående medlem, eller lagkapten, i 8 Out of 10 Cats och spinoffen 8 Out of 10 Cats does Countdown. Han har även skrivit material åt bland andra Bill Bailey, Lee Evans och Mark Lamarr. När komikerna Rob Newman och David Baddiel blev de första komikerna att uppträda på Wembley var Sean Lock med som mellanakt. En journalist förutsatte att han var uppvärmningsakt och frågade Sean Lock om han därför inte i själva verket var först. Sean Lock insåg PR-värdet i ett sånt uttalande och höll med, och därför omnämns han ibland som den förste komikern att uppträda på Wembley.